# No One Needs to Know
No One Needs to Know è un brano musicale di genere country interpretato dalla cantante canadese Shania Twain e pubblicato nel 1996.

## Il brano
Il brano, coscritto da Shania Twain e Robert John "Mutt" Lange e prodotto da Lange, è il sesto singolo estratto dal secondo album della Twain, The Woman in Me.
Billboard si espresse positivamente nei confronti della canzone, definendola "una produzione orecchiabilissima che vanta un sound più delicato e più fresco rispetto alle precedenti pubblicazioni della cantante".
La canzone è presente nel film catastrofico Twister (1996).
"No One Needs to Know" non entrò nella classifica americana, ma nell'estate del 1996 arrivò alla posizione numero 1 delle classifiche country sia negli Stati Uniti (quarto singolo estratto da The Woman in Me a riuscirci) che in Canada.
Il singolo è stato incluso nel Greatest Hits di Shania Twain del 2004.

## Il video
Il video musicale del brano è stato diretto da Steven Goldmann e girato a Spring Hill (Tennessee). Fu filmato il 3 aprile 1996 e trasmesso per la prima volta il 15 maggio 1996 sulla tv country CMT. Nel clip Shania Twain e i suoi musicisti interpretano il brano in una tenuta di campagna americana, mentre si avvicina un tornado (filmato da Charles Robertson), riflettendo le tematiche del film Twister. Esiste una versione del videoclip contenente scene del film, mentre la versione "Performance Only" include solo la Twain e i musicisti. Proprio questa versione è disponibile sul DVD The Platinum Collection. All'inizio del video c'è una scena in cui la Twain prova il brano alla chitarra sul portico della villa e dà istruzioni ai musicisti, per poi spostarsi all'interno con l'arrivo del tornado.

## Tracce
1. No One Needs to Know
2. Leaving Is the Only Way Out